# Tysklands Grand Prix 2002
Tysklands Grand Prix 2002 var det tolfte av 17 lopp ingående i formel 1-VM 2002.

## Resultat
1. Michael Schumacher, Ferrari, 10 poäng
2. Juan Pablo Montoya, Williams-BMW, 6
3. Ralf Schumacher, Williams-BMW, 4
4. Rubens Barrichello, Ferrari, 3
5. David Coulthard, McLaren-Mercedes, 2
6. Nick Heidfeld, Sauber-Petronas, 1
7. Felipe Massa, Sauber-Petronas
8. Takuma Sato, Jordan-Honda
9. Mika Salo, Toyota

### Förare som bröt loppet
- Giancarlo Fisichella, Jordan-Honda (varv 59, motor)
- Kimi Räikkönen, McLaren-Mercedes (59, snurrade av)
- Eddie Irvine, Jaguar-Cosworth (57, bromsar)
- Enrique Bernoldi, Arrows-Cosworth (48, motor)
- Olivier Panis, BAR-Honda (39, motor)
- Jarno Trulli, Renault (36, snurrade av)
- Jacques Villeneuve, BAR-Honda (27, växellåda)
- Jenson Button, Renault (24, motor)
- Allan McNish, Toyota (23, motor)
- Mark Webber, Minardi-Asiatech (23, hydraulik)
- Heinz-Harald Frentzen, Arrows-Cosworth (18, hydraulik)
- Pedro de la Rosa, Jaguar-Cosworth (0, transmission)

### Förare som ej kvalificerade sig
- Alex Yoong, Minardi-Asiatech

## VM-ställning
| Förarmästerskapet 1. Michael Schumacher, Ferrari, 106 2. Juan Pablo Montoya, Williams-BMW, 40 3. Ralf Schumacher, Williams-BMW, 36 | Konstruktörsmästerskapet 1. Ferrari, 141 2. Williams-BMW, 76 3. McLaren-Mercedes, 49 |